# Escut de Portugal
|  | Aquest article tracta de l'escut heràldic portuguès. Pel que fa a l'antiga moneda, vegeu Escut portuguès. |

L'escut de Portugal fou adoptat oficialment el 30 de juny del 1911, juntament amb la Bandera Republicana portuguesa.

## Història i significat
L'escut portuguès és el resultat d'un mil·lenni de modificacions i alteracions. A l'inici era la creu d'atzur sobre camper d'argent d'Enric de Borgonya, i des de llavors s'hi han anat afegint elements o traient-ne, fins a l'obtenció del complex escut heràldic oficialitzat el 1911, després de la Revolució Republicana del 1910. Les dues cintes porten els colors de la bandera portuguesa: el vermell i el verd.

### Els escudets i els besants
Arran del reconeixement oficial del Regne de Portugal com a país independent el 1143 (s'hi havia declarat el 1139), a la bandera borgonyona s'hi havien afegit uns besants d'argent simbolitzant monedes i el dret del monarca a encunyar moneda, com a líder que era d'un estat sobirà. A causa del gran dinamisme de l'heràldica medieval, es creu que l'escut va anar degenerant i va perdre alguns elements, fins i tot la creu. Així, el rei Sanç I ja va heretar l'escut de son pare, Afonso Henriques, a qui Crist s'hauria aparegut prometent-li victòria en la batalla, sense la creu i amb cinc escudets o quinascol·locats on abans hi havia hagut els besants d'argent commemorant els cinc reis moros vençuts a la batalla d'Ourique. Més endavant, el nombre de besants d'argent de cada escudet fou reduït d'11 a 5 per Sebastià I.

### Els castells
La bordura de gules amb els castells d'or fou afegida durant el regnat d'Alfons III; cal fer notar que es tracta ben bé de castells, no de torres, com diuen algunes fonts. Tot i que el nombre d'aquests elements heràldics ha anat variant de 8 a 12, Alfons IV els va fixar en 12 i Sebastià I, posteriorment, en 7. Segons la tradició, representen el regne moro de l'Algarve conquerit pel Regne de Portugal durant la Reconquesta. L'origen és probablement castellà, però a diferència dels castells heràldics castellans, que acostumen a ser oberts (i amb el buit de la porta d'atzur), els portuguesos solen ser representants amb portes d'or (és a dir, tancats).

### L'esfera armil·lar
Element important de l'heràldica portuguesa des del segle xv, l'esfera armil·lar fou utilitzada moltes vegades a les banderes colonials portugueses, sobretot al Brasil. Era un instrument de navegació usat per calcular distàncies i representa la importància de Portugal durant l'era dels descobriments, i també la vastitud de l'imperi colonial al moment de proclamar-se la Primera República.
Si bé s'ha utilitzat normalment com un element "republicà", en oposició a la corona monàrquica sobre la bandera blava i blanca (vegeu Bandera de Portugal), algunes banderes monàrquiques, com la del Regne Unit de Portugal, Brasil i l'Algarve, ja duien la representació de l'esfera armil·lar.

## Escuts antics

Escut amb la creu de Borgonya (1160-1180)
Escut amb els escudets d'atzur i els besants d'argent (1180-1247)
Escut amb la bordura de Castella (1247-1385 i a partir de 1481)
Escut amb la flor de lis de la casa d'Aviz (1385-1481)
Escut amb la corona reial (1640)
Una altra versió amb la corona reial (1707)
Escut del Regne Unit de Portugal, Brasil i l'Algarve, amb l'esfera armil·lar (1815-1825)